# Eliastjärnen, Värmland
Eliastjärnen är en sjö i Filipstads kommun i Värmland och ingår i Göta älvs huvudavrinningsområde.